# 神戸電気鉄道ED2001形電気機関車
神戸電気鉄道ED2001形電気機関車（こうべでんきてつどうED2001がたでんききかしゃ）は、1949年（昭和24年）に神戸電気鉄道向けに製造された直流用電気機関車である。1990年（平成2年）に実施された改番によって700形となった。

## 概要
神戸電鉄唯一の電気機関車で、1949年（昭和24年）4月に三菱重工三原製作所でED2001形2001として1両が製造された。
神戸有馬電気鉄道では1943年に休止された国鉄有馬線の貨物輸送を代行すべく、同年7月1日より連帯車扱貨物輸送の営業を開始した。神戸電鉄の旧性能車は出力93.3 kWの三菱電機MB-146-A電動機と非常直通ブレーキ(SME)の組み合わせであり、旅客用電車による貨車の牽引は設計上不可能と判断され、電動貨車で貨車との併結を考慮したSME-DMブレーキを持つデト1001を貨車牽引用として充当した。
しかし、神戸有馬電気鉄道は50 ‰の長い連続急勾配区間を擁し、デト1001もその主電動機出力から牽引定数は1両に制限されていた。連結器も下作用式で連結解放作業に不便な構造であるとされ、結果として貨物列車の存在がダイヤ混乱の原因ともなっていた。そのような状況を改善すべく、日本国有鉄道直通の貨物輸送の効率化を図るため、ED2001が導入された。

## 構造
基本的には当時の三菱の私鉄向け標準形機関車の一員であり、搭載機器もその大半が製造当時の標準品を採用している。

### 車体
運転整備重量は45 t、両端にデッキを備えた当時の私鉄電気機関車として標準的なスタイルを持つ。同系列の車両は大井川鉄道（E10形）、小田急電鉄（デキ1041形）、近畿日本鉄道（デ31形等）にも納入された。
外形は国鉄が量産していたEF15形を縮小したような簡素なデザインとなっており、車体側面に等間隔に設けられた側窓の1・2枚目と4・5枚目の間にエアフィルタを設置して機器の冷却用としている。

### 主要機器

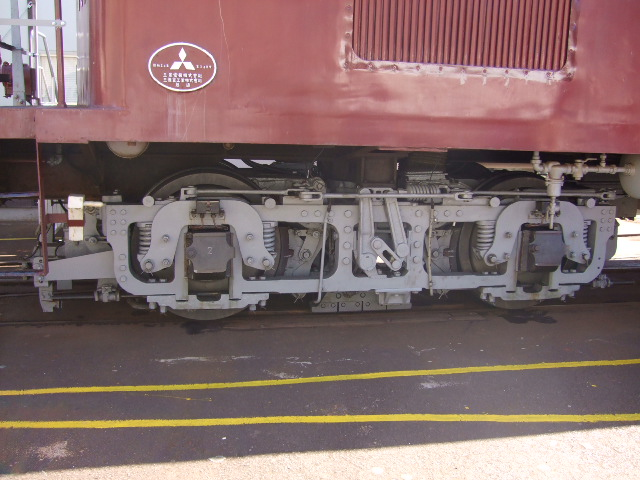
電磁軌条ブレーキ付きの台車
（2007年撮影）

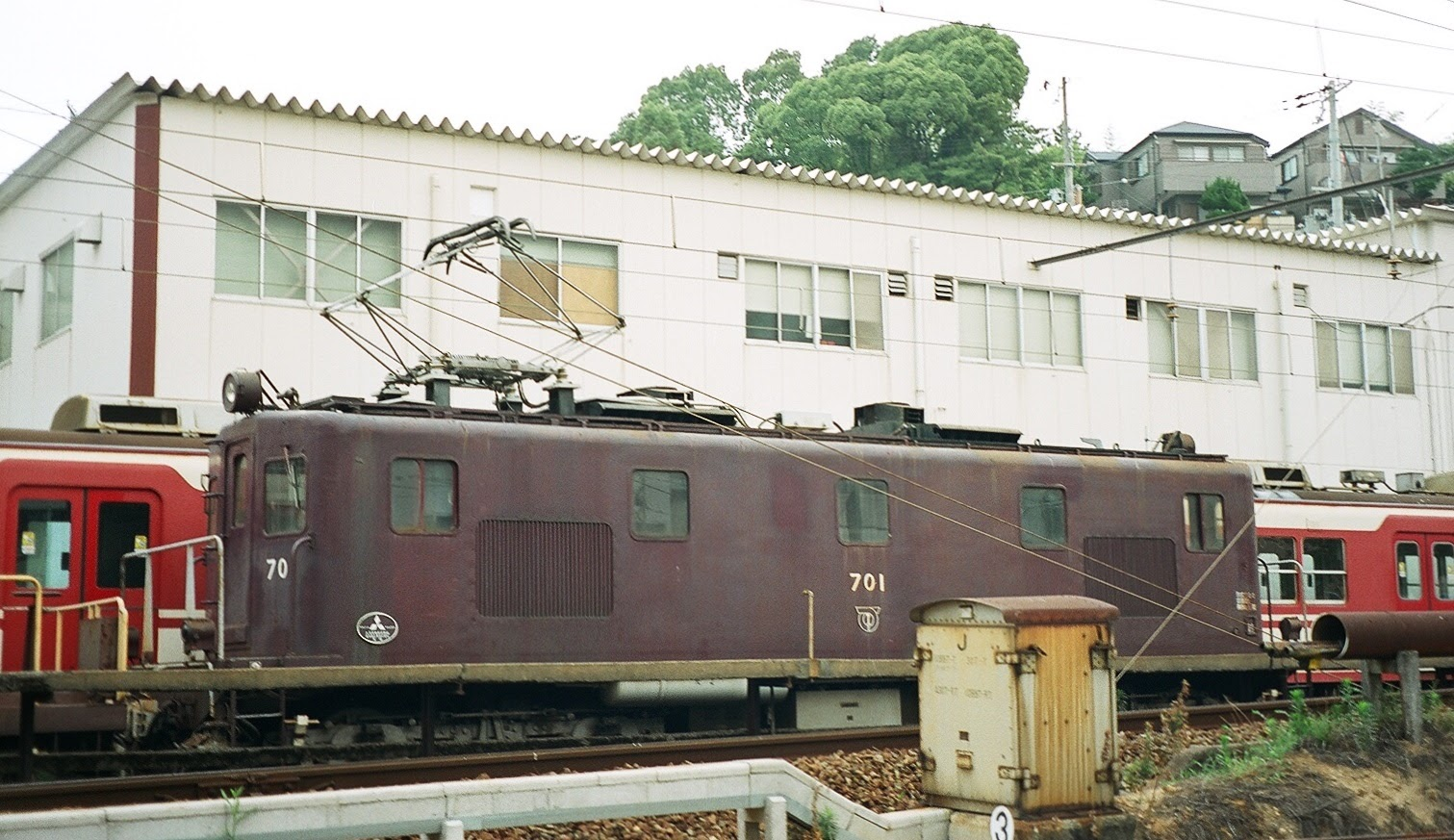
側面
（2001年撮影）

主電動機はMB-280-AR（1時間定格出力128 kW）を吊り掛け式で4基搭載する。歯数比は73:16である。牽引定数は75 tで、新車搬入時は電動車2両分の牽引が可能である。
低電圧電源で動作する手動加速式単位スイッチ制御器である三菱電機HBを搭載で、制御段は力行12段、抑速ブレーキ7段である。抑速ブレーキと通常のブレーキ弁とは操作が連動していない。また、1両のみの新造であったため、回路構成は複式であるが総括制御に必要なジャンパ線などは設置されていない。
台車は棒台枠構造のウィングばね式2軸ボギーで、軸距は2,200 mm、車輪径は970 mmである。
連続急勾配区間を走行する関係から、抑速発電ブレーキと電磁軌条ブレーキ、自動空気ブレーキ、それに手ブレーキの4つの異なるブレーキ機構を備えている。自動空気ブレーキは製造当時の機関車用標準ブレーキ装置であった14番制御弁(K14)によるEL-14Aを搭載する。電磁軌条ブレーキを搭載しており、非常時に蓄電池電源で電磁靴を吸着させ、同時に台車の制動てこを作用させるもので、急勾配への万全な対策が図られている。
補助電源装置はMG-303B-S（三菱電機製）を採用、空気圧縮機はDH-25とC-2000の2台を搭載して機器の二重系を図っている。

## 運用
貨物列車はさほど輸送量がなかったため、まもなく粟生線延長の際の資材輸送用に転用、1963年（昭和38年）の貨物廃止以降は、保線作業・新車の搬入に専用されるようになった。
1975年のATS装置取り付けに際し、K14制御弁にATS制御用のカムと電気接点を付加してKE14とし、ATSによる非常ブレーキ動作指令に対応するためD吐出弁（非常弁）を追加搭載することで、ブレーキシステム全体をKE-14A（EL-14A改）と改称した。2基搭載していたパンタグラフは1基が撤去された。
また、1978年にはバラスト撒布用の事業用ホッパ貨車クホ760形・サホ760形が新製され、ホッパ車と組んでの保線作業に充当された。クホ761には機回し作業の省略を目的として湊川寄りに運転台が設置されており、本形式についてもサホ762と連結される湊川寄り端梁部に制御用のジャンパ線を引き出し、栓受を設置することで、クホ761を先頭とした総括制御によるプッシュプル運転が可能なように改造された。
集電装置は三菱電機S-710Cであったが、三菱のパンタグラフ製造中止に伴い、補修部品確保の関係から電車用と共通の東洋電機製造PT-4209Bに交換されている。
1990年（平成2年）に事業用車の形式を700番台で統一することになり、ED2001形から700形701に変更された。2001の番号は翌1991年登場の旅客用電車2000系で使用されている。
近年は新車の搬入を電車で行うことが多くなり、専らバラスト撒布作業に使用されていた。しかし老朽化に加えて部品調達が困難になったことから引退が決定し、2010年11月末に休車扱いとなった。700形701は、クホ760形761・サホ760形762とともに2011年3月31日付で廃車となり、台車をはじめとする部品が大井川鉄道に売却されている。